# NGC 338
NGC 338 je spirální galaxie v souhvězdí Ryb. Její zdánlivá jasnost je 12,9m a úhlová velikost 1,9′ × 0,6′. Je vzdálená 220 milionů světelných let, průměr má 115 000 světelných let. Je členem skupiny galaxií, jejíž nejjasnější člen je NGC 315. Galaxii objevil v roce 1877 německý astronom Ernst Wilhelm Leberecht Tempel.